# Sempronia de capite civium
La lex Sempronia de capite civium va ser una antiga llei romana proposada per Gai Semproni Grac l'any 123 aC. Prohibia jutjar sense autorització del poble als ciutadans romans pels delictes que comportaven pena capital o delictes greus i ordenava que era el poble el que havia d'establir el càstig.